# 拉马克蓬塔克
拉马克蓬塔克（法語：Lamarque-Pontacq，法語發音：[lamaʁk pɔ̃tak]）是法国上比利牛斯省的一个市镇，位于该省西部，和大西洋比利牛斯省接壤，属于塔布区。

## 地理
拉马克蓬塔克（43°10'37"N, 0°6'52"W）面积10.85 平方千米，位于法国奧克西塔尼大區上比利牛斯省，该省份为法国西南部内陆省份，北至热尔省，西接大西洋比利牛斯省，南与西班牙接壤，东临上加龙省。
与拉马克蓬塔克接壤的市镇（或旧市镇、城区）包括：蓬塔克、圣樊尚、盧爾德、巴尔莱斯特、巴尔特雷斯、奥桑。

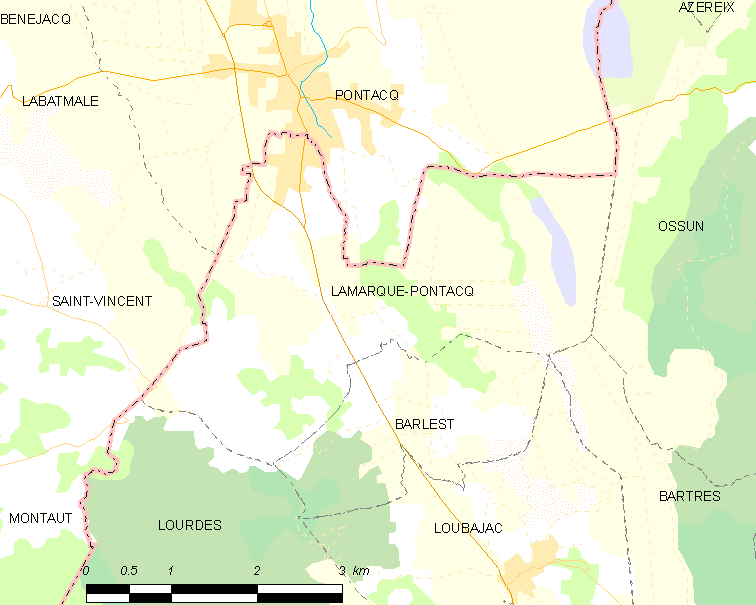
拉马克蓬塔克的OSM定位图

拉马克蓬塔克的时区为UTC+01:00、UTC+02:00（夏令时）。

## 行政
拉马克蓬塔克的邮政编码为65380，INSEE市镇编码为65252。

## 政治
拉马克蓬塔克所属的省级选区为奥桑县。

## 人口

1962-2008年间拉马克蓬塔克人口变化图示

拉马克蓬塔克于2022年1月1日时的人口数量为867人。